# Ptilonyssus philemoni
Espèce
Ptilonyssus philemoni est une espèce d'acariens de la famille des Rhinonyssidae.

## Répartition
Cette espèce est présente en Australie où elle parasite certains oiseaux de l'île.

## Description
Le corps des femelles mesure entre 0,660 et 0,792 mm et celui du seul mâle étudié de 0,462 mm.

## Classification
Le nom valide complet (avec auteur) de ce taxon est Ptilonyssus philemoni Domrow (d), 1964,.
Ptilonyssus philemoni a pour synonyme :
- Ptilonyssus pentagonicus Fain & Lukoschus, 1979

### Étymologie
Son épithète spécifique, philemoni, fait référence à l'espèce hôte de l'holotype ainsi que d'une dizaine de paratypes, Philemon corniculatus, le Polochion criard, un oiseau de la famille des Meliphagidae.

### Publication originale
- (en) Robert Domrow, « Fourteen species of Ptilonyssus from Australian birds (Acarina, Laelaptidae) », Acarologia, France, vol. 6, no 4,‎ 1964, p. 595-623 (ISSN 0044-586X, e-ISSN 2107-7207, lire en ligne, consulté le 30 mai 2024).